# Бенвиль
Бенвиль (нем. Bennwil) — коммуна в Швейцарии, в кантоне Базель-Ланд.
Входит в состав округа Вальденбург. Население составляет 623 человека (на 31 декабря 2007 года). Официальный код — 2882.